# Perediwanie
Perediwanie (ukr. Передівання) – wieś na Ukrainie, w  obwodzie iwanofrankiwskim, w rejonie horodeńskim.